# Giải thưởng lớn của Ban giám khảo (Liên hoan phim Venezia)
Giải thưởng lớn của Ban giám khảo là một giải thưởng được trao tại Liên hoan phim Venice kể từ năm 2013. Đây được coi là giải thưởng danh giá thứ hai chỉ sau giải chính Sư tử vàng.

## Phim thắng giải
| Đạo diễn | Phim                | Đạo diễn                        | Quốc tịch |
| -------- | ------------------- | ------------------------------- | --------- |
| 2013     | Stray Dogs          | Tsai Ming-liang                 | Đài Loan  |
| 2014     | The Look of Silence | Joshua Oppenheimer              | Đan Mạch  |
| 2015     | Anomalisa           | Charlie Kaufman và Duke Johnson | Hoa Kỳ    |
| 2016     | Nocturnal Animals   | Tom Ford                        | Hoa Kỳ    |